# Gessie kyrka

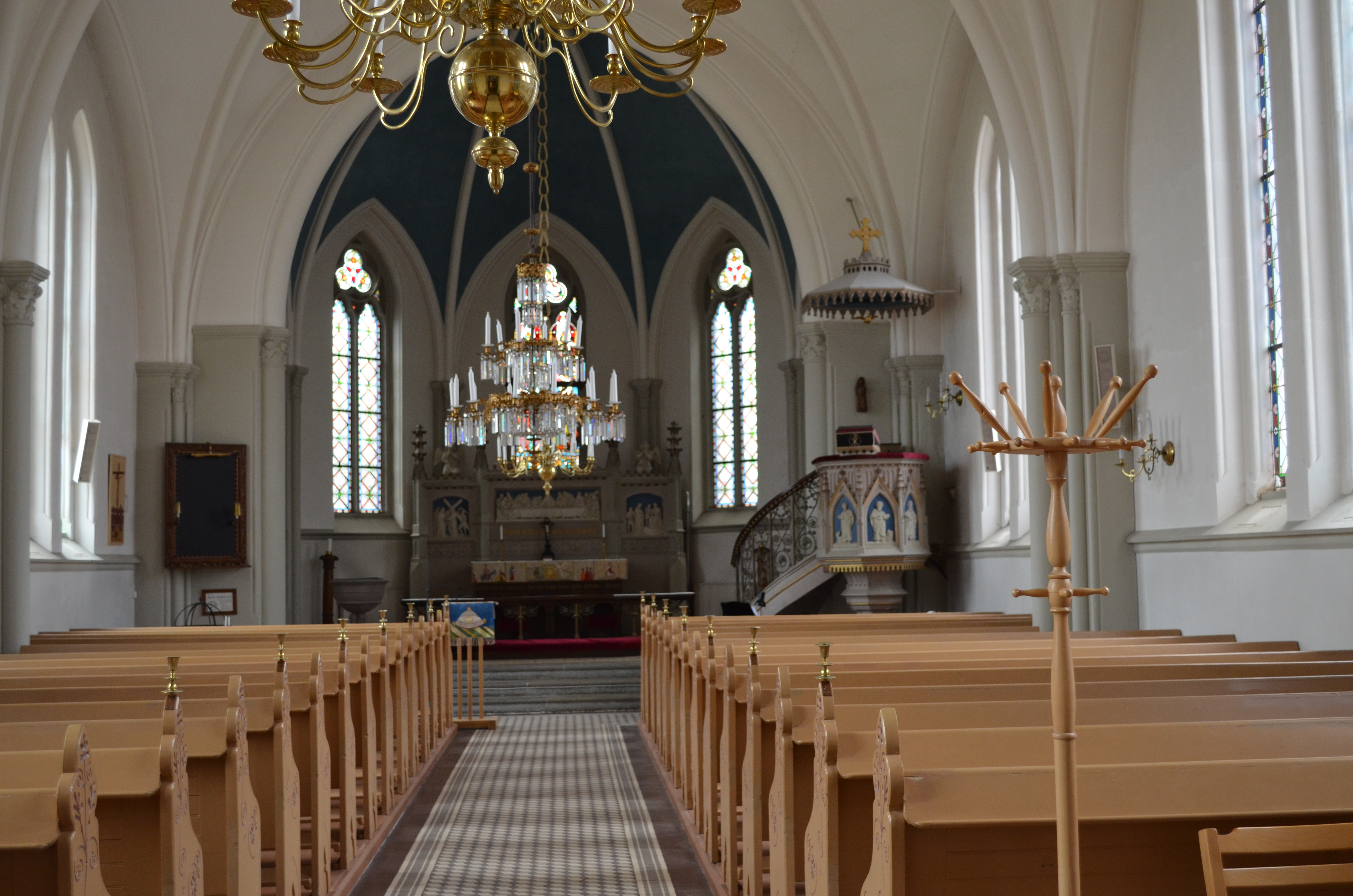
Gessie kyrkosal

Gessie kyrka är en kyrkobyggnad i Gessie i Lunds stift. Den är församlingskyrka i Vellinge-Månstorps församling.

## Kyrkobyggnaden
Den nuvarande kyrkan ersatte en äldre från 1100-talet som var endast 18 meter lång. Dagens kyrka i nygotisk stil ritades av August Waldemar Lundberg och uppfördes 1887-88 i rött tegel. Den består av långhus med ett femsidigt avslutat kor i öster. I norr finns sakristian, och i väster tornet. 1928 restaurerades kyrkan.

## Inventarier
Inga inventarier från den gamla kyrkan har kommit till användning. All inredning är samtida med nuvarande kyrka.
- Altaret i reliefstil föreställer nattvarden.
- Bakom altaret finns fönster med glasmålningar utförda i München.
- Nattvardskärlet är från 1575.
- Fragment av altaruppsats och predikstol finns bevarade från gamla kyrkan.

### Orgel
- 1843 byggde Pehr Lund, Lund en orgel.
- 1888 byggde Anders Victor Lundahl, Malmö en orgel med 12 stämmor.
- 1932 byggde A. Mårtenssons Orgelfabrik AB, Lund en orgel med 16 stämmor.
- Mellan 1979-1988 användes en elorgel i kyrkan.
- Den nuvarande orgeln byggdes 1988 av A. Mårtenssons Orgelfabrik AB, Lund och orgeln är mekanisk. Fasaden är nybyggd.

| Huvudverk I  | Svällverk II      | Pedal      | Koppel  |
| Principal 8´ | Rörflöjt 8´       | Subbas 16´ | I/P     |
| Gedackt 8'   | Koppelflöjt 4'    |            | II/P    |
| Oktava 4'    | Flautino 2'       |            | II/I    |
| Kvint 2 2/3' | Nasat 1 1/3'      |            | II 4'/P |
| Waldflöjt 2' | Crescendosvällare |            |         |
| Ters 1 3/5'  |                   |            |         |